# 타디스

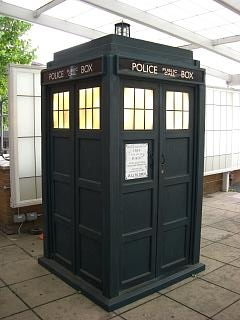
2005년부터 2010년까지 BBC 텔레비전 센터에 전시되어 있던 타디스 모형.

타디스(영어: TARDIS, Time and Relative Dimension in Space)는 《닥터 후》와 그 스핀오프 작품 《토치우드》, 《사라 제인 어드벤처》 등에 등장하는 차원 초월 시공 이동 장치이다.
타디스는 작중 주인공인 닥터의 종족인 타임 로드들이 발명한 장치로, 시간과 공간을 자유자재로 이동할 수 있다. 타디스의 내부는 외부에서 보이는 것보다 큰 것으로 묘사되며, 외부에서 보이는 모습은 카멜레온 서킷이라는 장치를 통해 주위 환경에 알맞게 위장을 할 수 있다. 타디스는 의식이 있고 살아있는 생명체이며, 시공간 이동의 기능 외에도 필요한 여러 시설과 장비를 갖추고 있으며, 필요에 따라 스스로 새로운 공간이나 설비를 만들어낼 수도 있다.
작중에서 주인공 닥터는 타입 40 타디스를 자신의 모행성인 갈리프레이에서 훔쳐서 사용하고 있는데, 닥터가 타디스를 훔친 당시에도 타입 40 타디스는 매우 낡은 구형 타디스였다. 그럼에도 불구하고, 타디스는 우주 전체에서도 동등한 수준의 이동 수단을 찾기 어려울 정도로 기술적으로 뛰어난 우주선으로, 갈리프레이가 멸망한 지금은 닥터의 낡은 타디스도 매우 높은 수준의 함선으로 취급되고 있다. 닥터의 타디스는 1963년 런던에 방문한 이후로 카멜레온 서킷이 고장난 상태로 방치되고 있어, 항상 1960년대 영국의 경찰 전화 부스 형태를 하고 있다.

## 제작

### 외형
1963년 닥터 후가 처음으로 기획될 당시 제작진은 닥터가 타고 다니는 타임머신이 어떻게 생겼을지 고민을 거듭했다. 그 결과 한정된 예산 내에서 외관 디자인을 유지하기 위해 당시 거리에서 흔히 볼 수 있었던 경찰 전화박스를 타임머신의 외형으로 삼기로 결정했다. 경찰 전화박스는 스코틀랜드 건축가 길버트 매켄지 트렌치가 설계한 것을 바탕으로 1920년대부터 영국 길거리에 널리 설치되어 있었다. 경찰 박스를 외형으로 따오자는 아이디어는 BBC 전속 작가이자 드라마 첫화에 대한 C. E. 웨버의 각본 초안을 검토중이던 앤서니 코번이 처음으로 제기한 것이었다. 경찰 박스를 타임머신의 외형으로 쓴다는 설정에 대해서는 1960년 11월 인기 라디오 코미디극 <Beyond Our Ken>의 한 코너에서 타임머신의 모습을 "기다란 경찰 박스"라 칭한 것을 제외하면 별다른 선례가 없었다.
타임머신이 하필 경찰 박스의 외형을 띄게 된 이유를 설명하기 위해 타디스에 차폐 장치가 달렸다는 설정이 또 붙게 되었으며, 이는 나중에 가서 '카멜레온 서킷' (chameleon circuit)이라는 이름까지 붙게 된다. 1963년 방영된 첫번째 에피소드인 〈An Unearthly Child〉에서 타디스는 런던 한구석의 고물상에 숨은 모습으로 처음 등장했다. 이후 시간을 거슬러 선사 시대로 넘어갔으나 경찰 박스의 외형은 그대로 유지하고 있는 모습이 되었다. 이후 1965년 방영된 〈The Time Meddler〉 편에서 1대 닥터는 타디스가 원래는 자동으로 모습을 바꿔야 한다며, 코끼리 가마 (하우다)나 해변가의 돌덩이로 바뀔 수 있다는 대사를 한다.
당시 소품으로 쓰인 경찰 박스의 출처는 명확하지 않다. BBC 측은 《닥터 후》 촬영용으로 특별 제작된 소품이라고 밝히고 있으나, 실제로는 BBC 경찰 드라마 《Z카》나 《딕슨 오브 도크 그린》 등의 드라마에서 쓰던 소품을 재활용한 것이라는 주장이 제기되고 있는데, 재활용설의 경우 닥터 후 프로듀서 스티븐 모펏이 제기하기도 했다.
드라마가 수십년을 넘겨 계속해서 방영되면서 촬영에 사용되는 타디스 역시 제작상의 필요나 손상을 이유로 크기와 색상이 여러 차례 바뀌었다. 때문에 BBC에서 제작한 타디스 소품 가운데 그 어느것도 원래의 경찰 박스를 고스란히 복제한 경우는 없었다. 지붕 모양, 경찰박스 간판, 문에 달린 안내판, 푸른색 페인트칠, 세인트존 앰뷸런스 로고, 박스의 높이를 비롯한 수많은 디테일이 시간이 흐르면서 조금씩 바뀌어 갔다. 최초로 사용된 소품은 처음 제작되고 13년 동안 사용하다가 무너지는 바람에 폐기되었는데, 당시 엘리자베스 슬레이든이 자재에 머리를 맞기도 했다는 이야기가 전해지고 있다. 1976년 〈The Masque of Mandragora〉 편부터 새로운 소품을 제작해 투입한 것을 계기로, 지금까지 최소 여섯 가지 버전의 타디스를 사용한 것으로 알려져 있다. 타디스의 디자인이 바뀐다는 사실은 2007년 시즌 3 "Blink"에서도 언급되는데, 타디스를 확보한 쉽튼 경감이 "진짜 경찰 박스는 아니다. 전화도 가짜고 창문도 사이즈가 잘못됐다"고 지적하는 대사를 날린다.

### 내부 디자인
타디스 내부의 조종실 (콘솔 룸)의 경우 BBC의 세트 디자이너였던 피터 브래커키가 디자인하였다. 당시 BBC 제작 프로그램에서 활용되는 내부 세트장치고는 큰 규모였으며, 획기적이면서도 번쩍이는 흰색 바탕으로 '미래지향적' 외형을 추구했다는 점에서 유명했다.
타디스 외관에 해당되는 경찰박스 소품과 마찬가지로 타디스 내부 세트장 역시 시간이 흐르면서 조금씩 변화해 왔다. 1963년 드라마 방영 개시부터 1989년 올드 시즌이 종영될 때까지 쓰였던 타디스 조종실 세트장의 디자인은, 맨 처음에 브래커키가 디자인한 밝은 조명의 흰색 방으로부터 크게 벗어나지 않았다. 세트장의 벽에는 동그란 원을 여러 개 뚫고, 세트장 가운데에는 타디스가 이동 중일 때 위아래로 움직이는 원통형의 '타임 로터' (time rotor)를 중심으로 육각형의 조종간이 놓여 있는 구성이었다. 시간이 지나면서 중앙 조종간이나 각 요소의 배치는수없이 바뀌었으나, 전반적인 컨셉은 여전히 유지되었다.
다만 1976년~1977년 방영된 시즌 14에서는 어두운 계열의 목판을 두른 타디스 부조종실 (Control Room Number 2)이 일부 에피소드에서 잠깐 등장하였으나, 세트장이 손상되는 바람에 시즌 15부터는 다시 원래의 흰색 방으로 되돌아갔다. 1989년 드라마 신규 시즌 제작 취소 이후 1996년에 만들어진 닥터 후 영화판에서는 기존의 디자인에서 탈피하여 스팀펑크의 영향을 받은 세트장을 선보였으며, 이는 2005년 뉴 시즌 시작부터 완전히 탈바꿈한 타디스 조종실 디자인에도 큰 영향을 주었다.
뉴 시즌부터는 대체로 새 닥터의 등장에 맞춰 정기적으로 조종실의 디자인을 바꾸고 있으며, 내부의 색감과 분위기는 물론 공간 구성까지 조금씩 달리하고 있다. 2005년에 선보인 조종실은 2010년 시즌 5 "The Eleventh Hour"까지 사용되었고, 이후 11대 닥터가 등장하는 시즌에서는 두 차례의 개편을 겪었다. 2018년 13대 닥터의 데뷔와 함께 다시 한번 더 내부 디자인이 바뀌었다.

타디스 내부 디자인의 변천사 (1963년~현재)
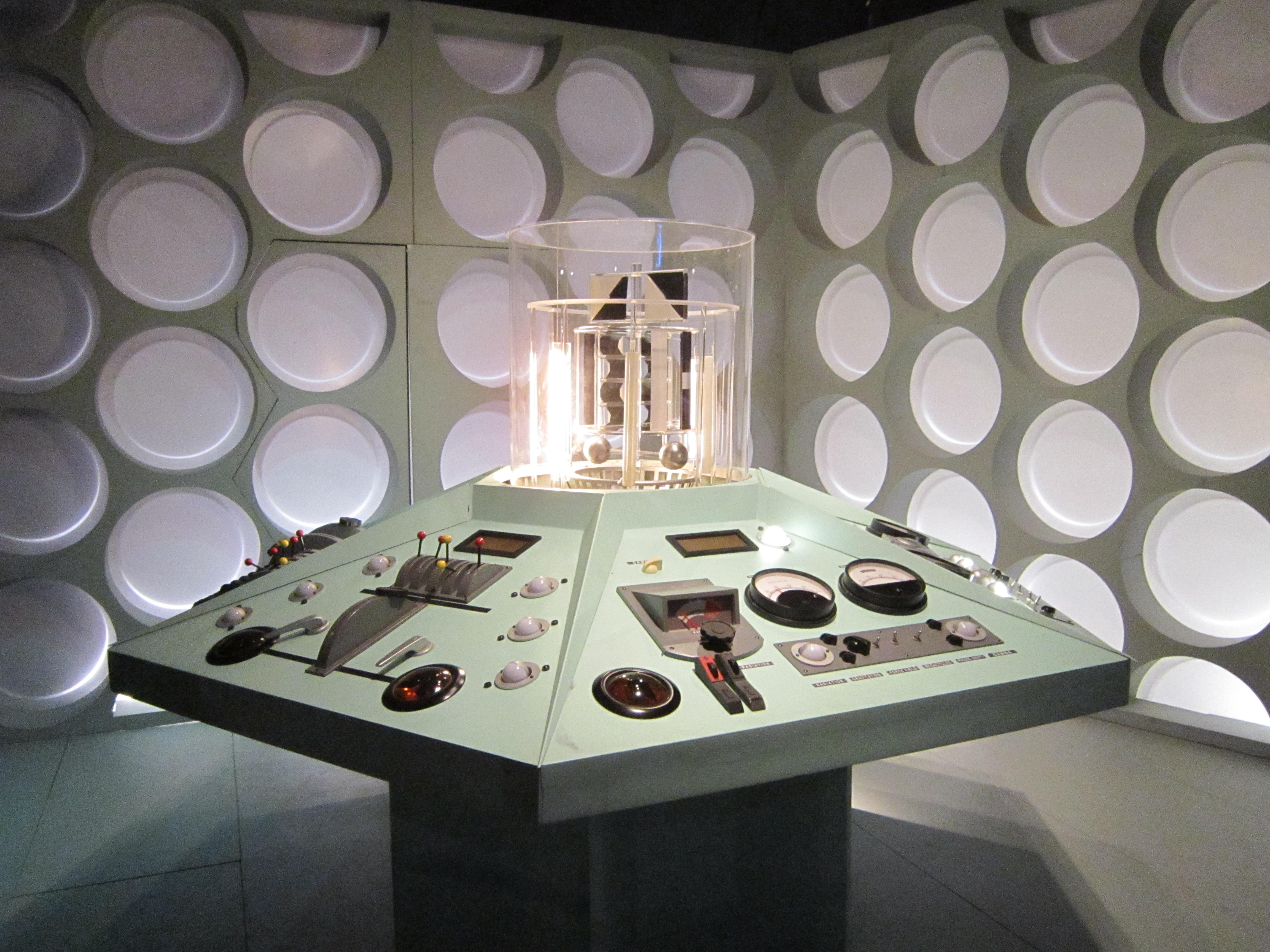
1963년 최초의 타디스 내부 세트장 (2014년 복원)
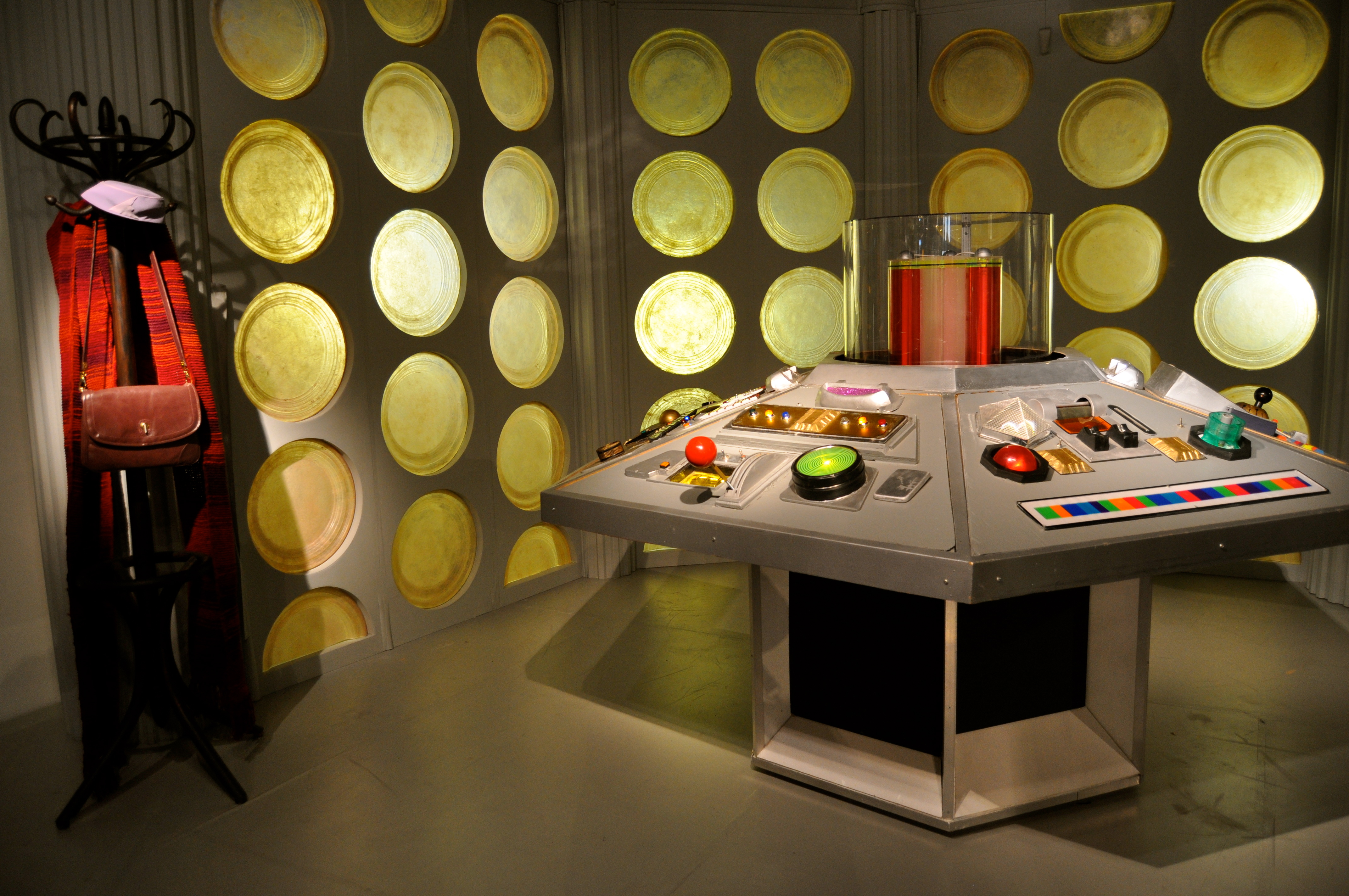
1977년~1983년에 쓰인 조종실 세트장
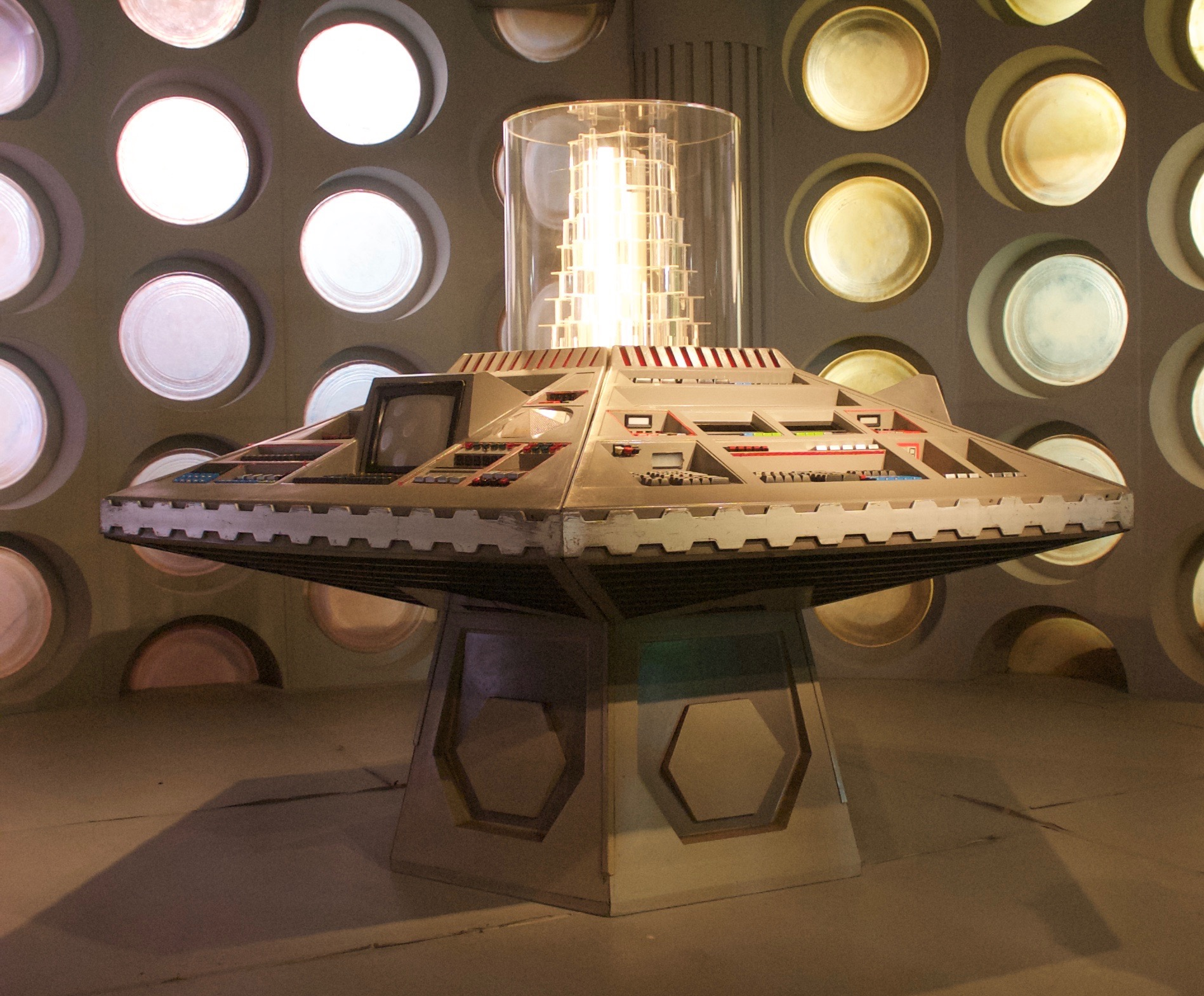
1983년~1989년에 쓰인 조종실 세트장
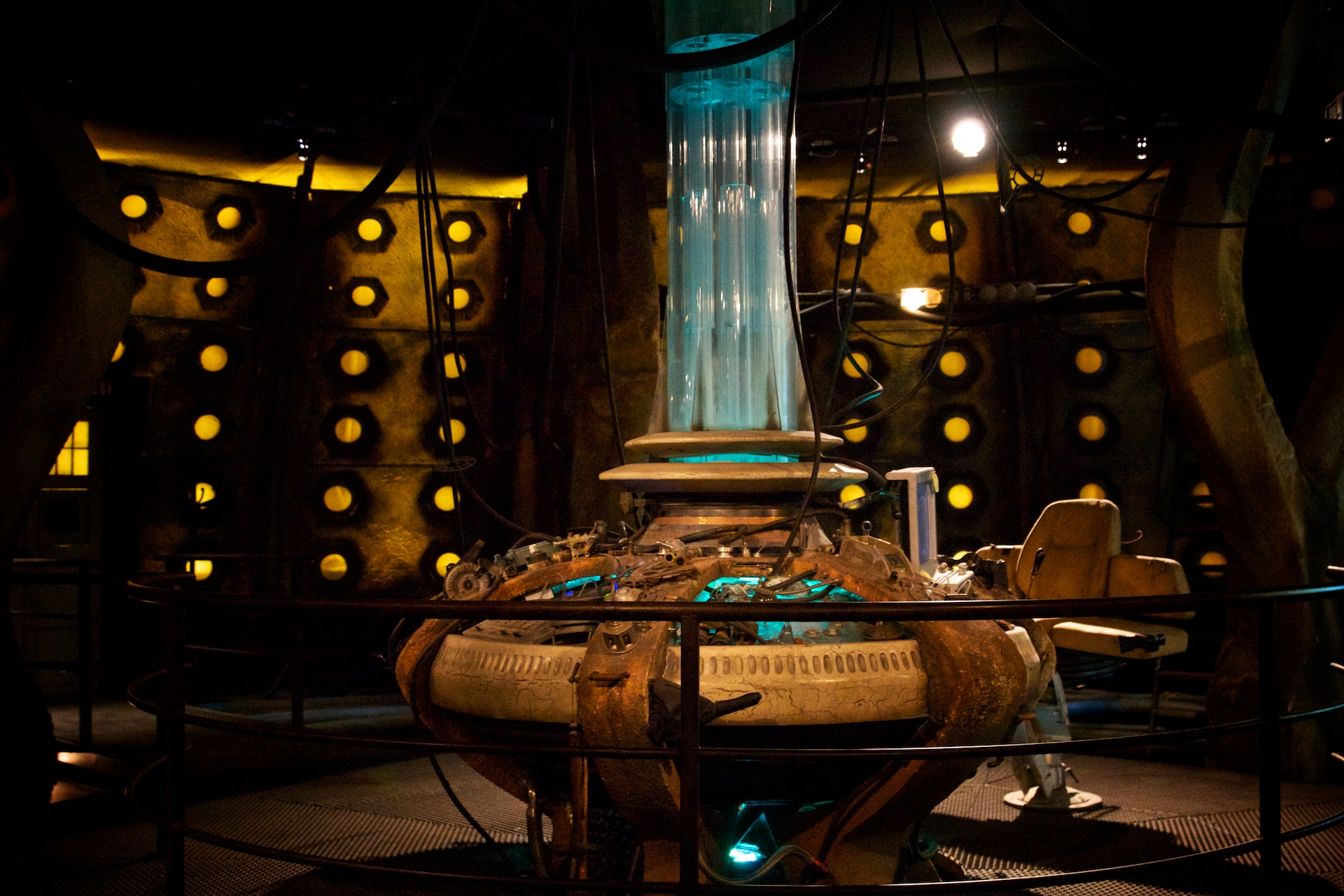
2005년~2010년에 쓰인 조종실 세트장
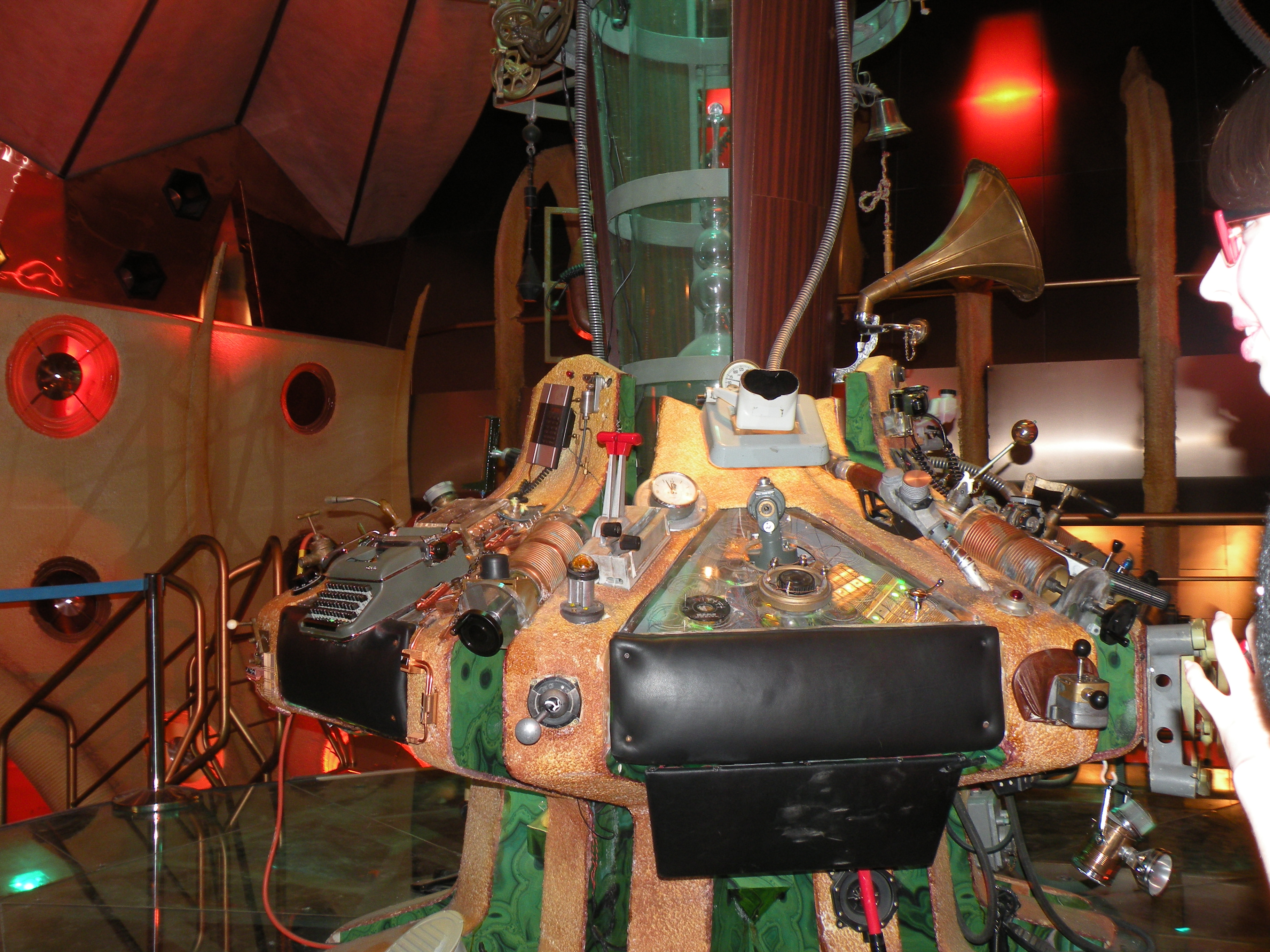
2010년~2012년에 쓰인 세트장의 중앙 조종간
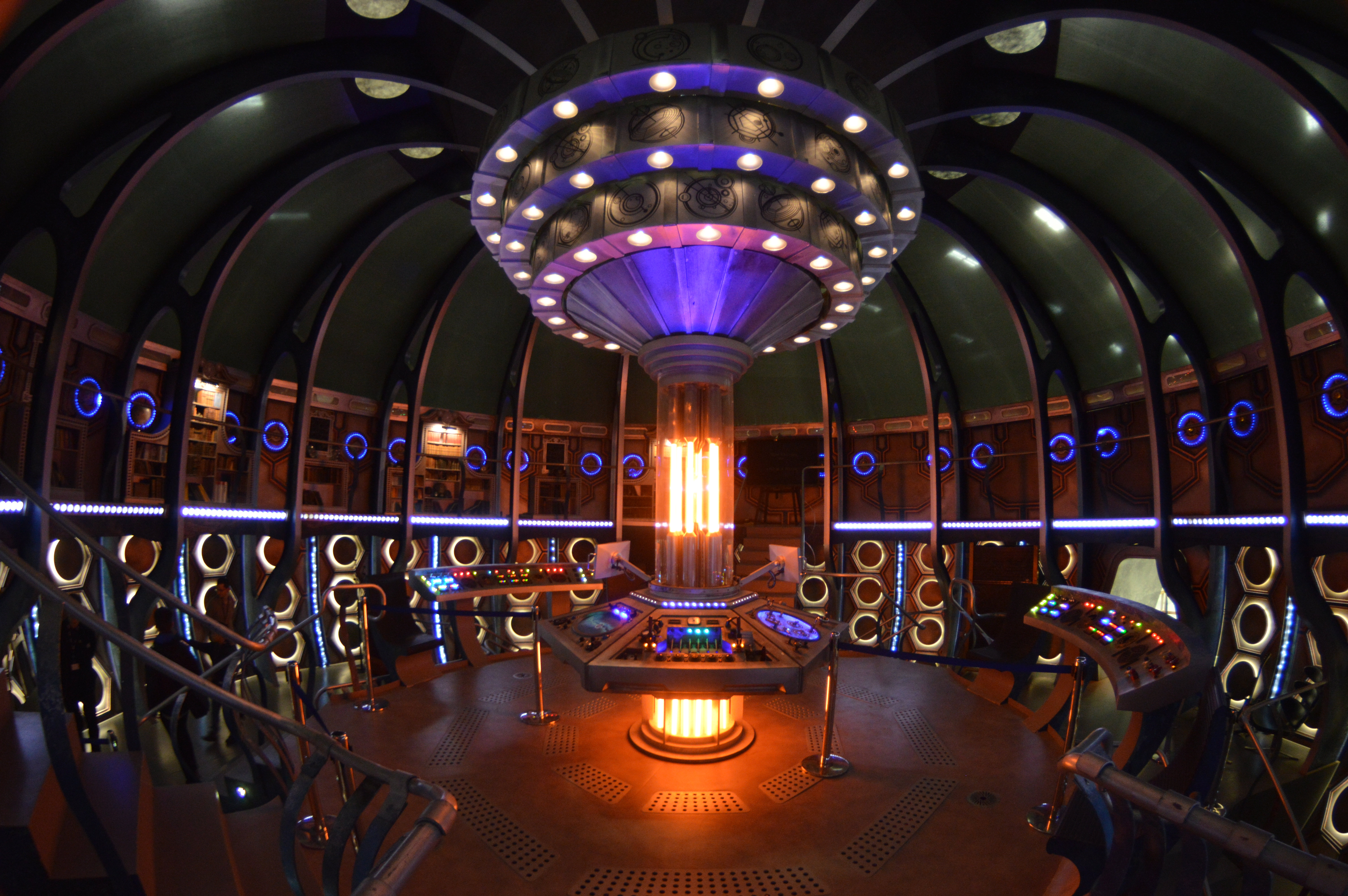
2014년~2017년에 쓰인 조종실 세트장

### 시간여행의 묘사
타디스가 이동할 때에는 원래 주차되어 있던 곳에서 모습이 사라지고 다른 곳에서 다시 모습을 드러내는 식으로 묘사되며, 이따금씩 일반 우주선처럼 우주를 비행하는 묘사도 등장하지만 그리 많지 않다. 2006년 크리스마스 스페셜 "The Runaway Bride"에서는 닥터가 '우주선이면 몰라도 타디스는 비행을 거의 하지 않는다'는 대사로 직접 설명한다. 단순히 이쪽에서 페이드인해서 다른 위치로 페이드아웃하면 그것이 시간여행이라는 설정은 드라마를 상징하는 요소로까지 발전했으며, 특수효과에 많은 비용을 들이지 않고도 설정과 줄거리상에서 다방면으로 활용할 수 있게 만들었다는 평가다.
타디스가 사라지고 나타날 때 내는, '후욱 후욱'거리는 특유의 효과음은 1963년 당시 BBC의 음향 기술자 브라이언 호지슨이 BBC 라디오포닉 워크샵에서 아날로그로 작업해 만든 효과음이다. 어머니의 집 열쇠를 가지고 오래된 피아노줄을 위아래로 긁는 소리를 테이프로 녹음한 것으로, 테이프의 재생속도를 올렸다 낮추는 식으로 왜곡시킨 뒤, 사운드를 한꺼번에 연결한 다음 그것을 다시 통으로 녹음한 결과다. 드라마에 이 효과음이 삽입될 때에는 경찰 박스 상단의 불빛이 깜빡이는 효과, 그리고 타디스가 사라지고 나타나는 효과와 동기화되어 있다. 닥터후 작가 패트릭 네스는 타디스의 독특한 소리가 "일종의 유령 갈리는 소리"라고 빗대기도 했다. 한편 드라마 전문지인 《닥터 후 매거진》에 연재되는 만화에서는 이 소리를 나타낼 때 "vworp vworp vworp"으로 적도록 하고 있다.

## 같이 보기
- 시간여행물

### 참고
1. ↑  해당 에피소드의 각본을 맡은 스티븐 모펏은 이 대사가 '인터넷 게시판'에서 활동하는 닥터후 팬들을 겨냥한 농담이라고 밝혔다.[15]